# (1762) Russell
(1762) Russell ist ein Hauptgürtelasteroid. Er wurde am 8. Oktober 1953 am Goethe-Link-Observatorium bei Brooklyn (Indiana) im Rahmen des Indiana Asteroid Program der Indiana University entdeckt.
Er wurde Henry Norris Russell, einem amerikanischen Astronom, zu Ehren benannt.